# Xaile (banda)
Xaile é um projecto musical português, composto por três cantoras, instrumentistas e bailarinas. São elas, Lília, Marie e Bia.
Este projecto de dimensão internacional, foi concebido e produzido por dois músicos autores/produtores, Rufi (Rui Filipe Reis) e J.J.Galvão conjuntamente com os Rosa Negra.
O grupo recorre aos instrumentos tradicionais e vozes que recuperam na sua essência as raízes da música popular portuguesa.
O álbum "Xaile" foi editado em Junho de 2007 através da Universal Music Portugal. O alinhamento é constitituído unicamente por originais. Fazem parte os temas «Ai Linda, Ai Linda», «A Ver o Mar», «Assim-Assim», «Encontro Marcado», «Onde For o Amor», «Roda da Alegria», «A Minha Circunstância», «Aquele Maio», «Ao Luar», «Haja Saúde», «Até Me Encontrar», «Jardim Celeste», «Lá de Onde Eu Sou» e «Não te Vás Embora».

## Integrantes
Lília é portuense e transmontana, estuda de Artes do Espectáculo na Faculdade de Letras da Universidade de Lisboa, com formação em dança, passou por um rancho folclórico e participando em diversos espectáculos, teatro e televisão, participa com voz, harpa celta, adufe, bombo. Participou no programa Academia de Música da TVI.
Marie, luso-francesa com costela em Paris e no Algarve, fez parte dos Alambique, Dazkarieh e Avalon Ensemble. Faz investigação no Centro de Tradições Populares Portuguesas da Faculdade de Letras da Universidade de Lisboa e canta, toca gaita-de-foles galega, uma variedade grande de flautas de Bisel e também adufe.
Bia é açoriana, arquitecta passou por grupos rock e tunas (ArquitecTuna), canta, toca guitarras, cavaquinho e percussões.

## Discografia

### Álbuns
- Xaile (2007) (CD, Universal Music Portugal)[1]

### Singles
- "Ai Linda, Ai Linda" (2007) (CD-S, Universal Music Portugal)[2]

### Participações

#### Compilações
- Mediterraneo (2007)  (4CD,Diferrence) com o tema "Lá de Onde Eu Sou"[3]

#### Bandas sonoras
- Vila Faia (2008) (2008)? com o tema "Quer Eu Queira, Quer Não"
- Feitiço de Amor (2008)? com o tema "A Minha Circunstância"